# Villereversure
Villereversure ist eine französische Gemeinde mit 1.391 Einwohnern (Stand: 1. Januar 2022) im Département Ain in der Region Auvergne-Rhône-Alpes. Sie gehört zum Kanton Saint-Étienne-du-Bois im Arrondissement Bourg-en-Bresse.

## Geographie
Die Gemeinde Villereversure liegt am Fluss Suran in der Bresse, etwa 13 Kilometer ostsüdöstlich von Bourg-en-Bresse nahe dem Revermont in den südwestlichsten Jura-Ausläufern.
Umgeben ist Villereversure von den Nachbargemeinden Simandre-sur-Suran im Norden, Grand-Corent im Nordosten und Osten, Hautecourt-Romanèche im Osten und Südosten, Bohas-Meyriat-Rignat im Süden, Ramasse im Westen sowie Drom im Nordwesten.

## Bevölkerungsentwicklung
| Jahr                       | 1962 | 1968 | 1975 | 1982 | 1990 | 1999 | 2006 | 2013 | 2021 |
| -------------------------- | ---- | ---- | ---- | ---- | ---- | ---- | ---- | ---- | ---- |
| Einwohner                  | 886  | 949  | 933  | 1002 | 1003 | 1102 | 1184 | 1214 | 1353 |
| Quellen: Cassini und INSEE |      |      |      |      |      |      |      |      |      |

## Sehenswürdigkeiten
- Kirche Saint-Laurent
- Schloss Noblens aus dem 17. Jahrhundert

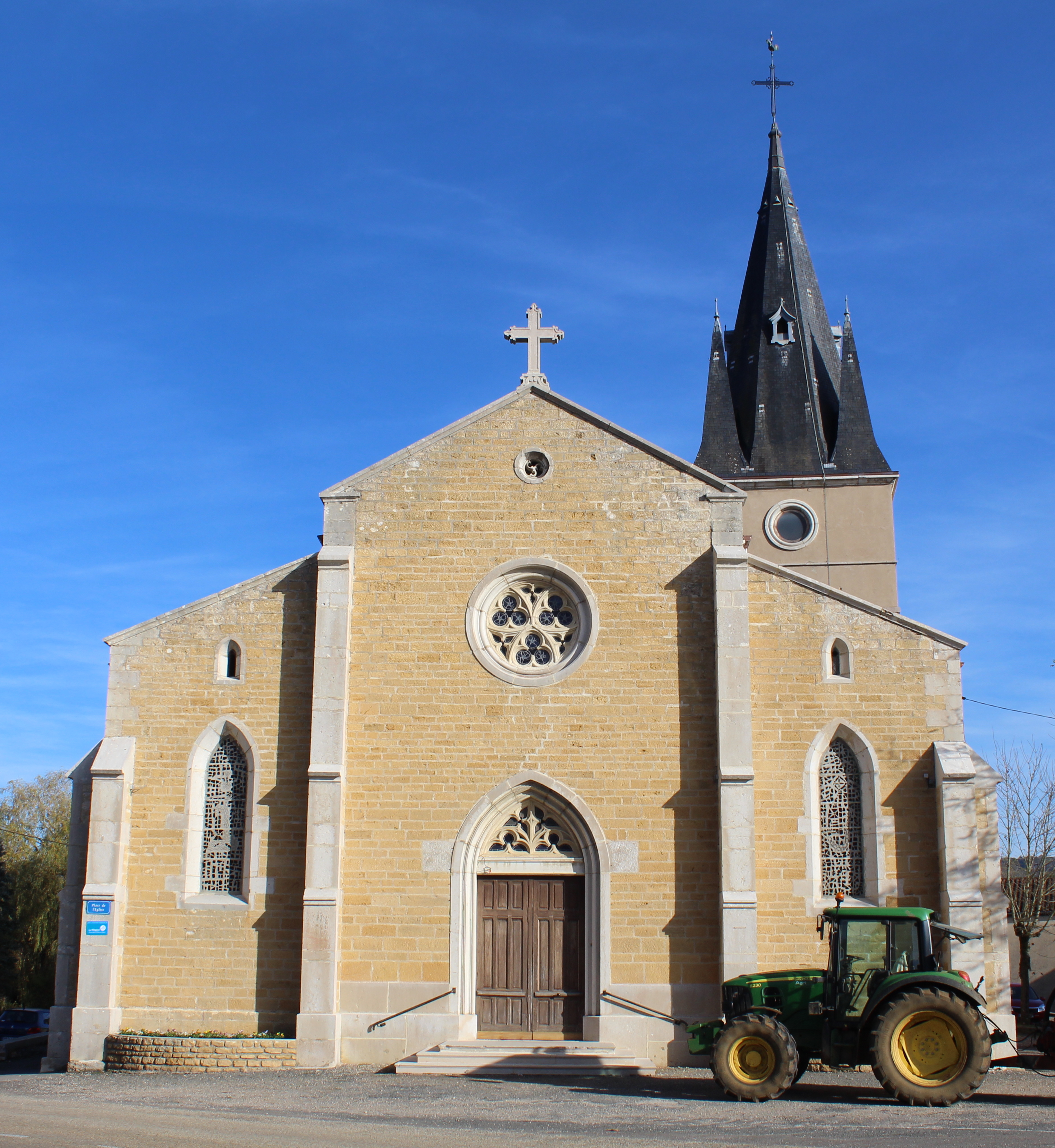
Kirche Saint-Laurent
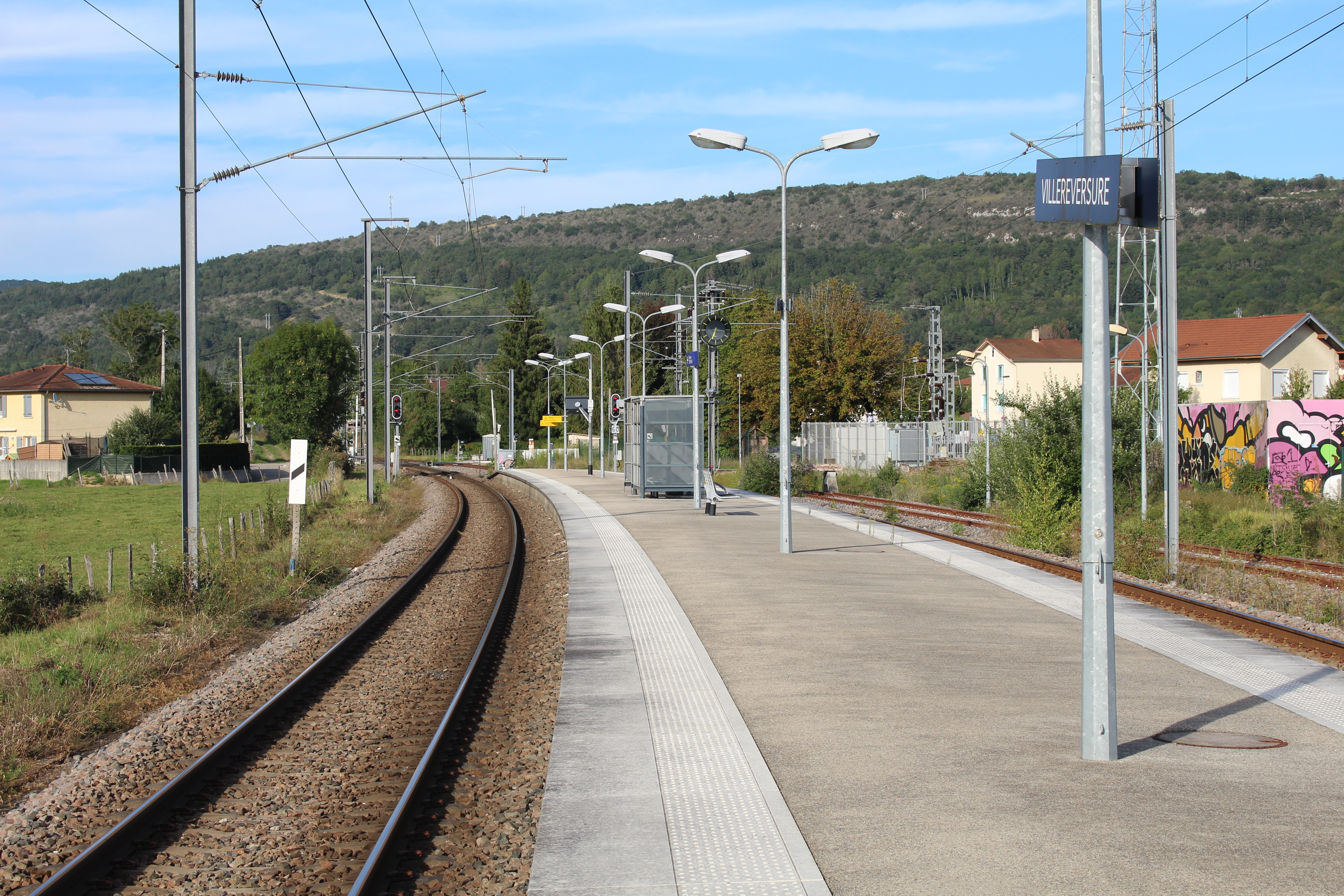
Bahn-Haltepunkt Villereversure
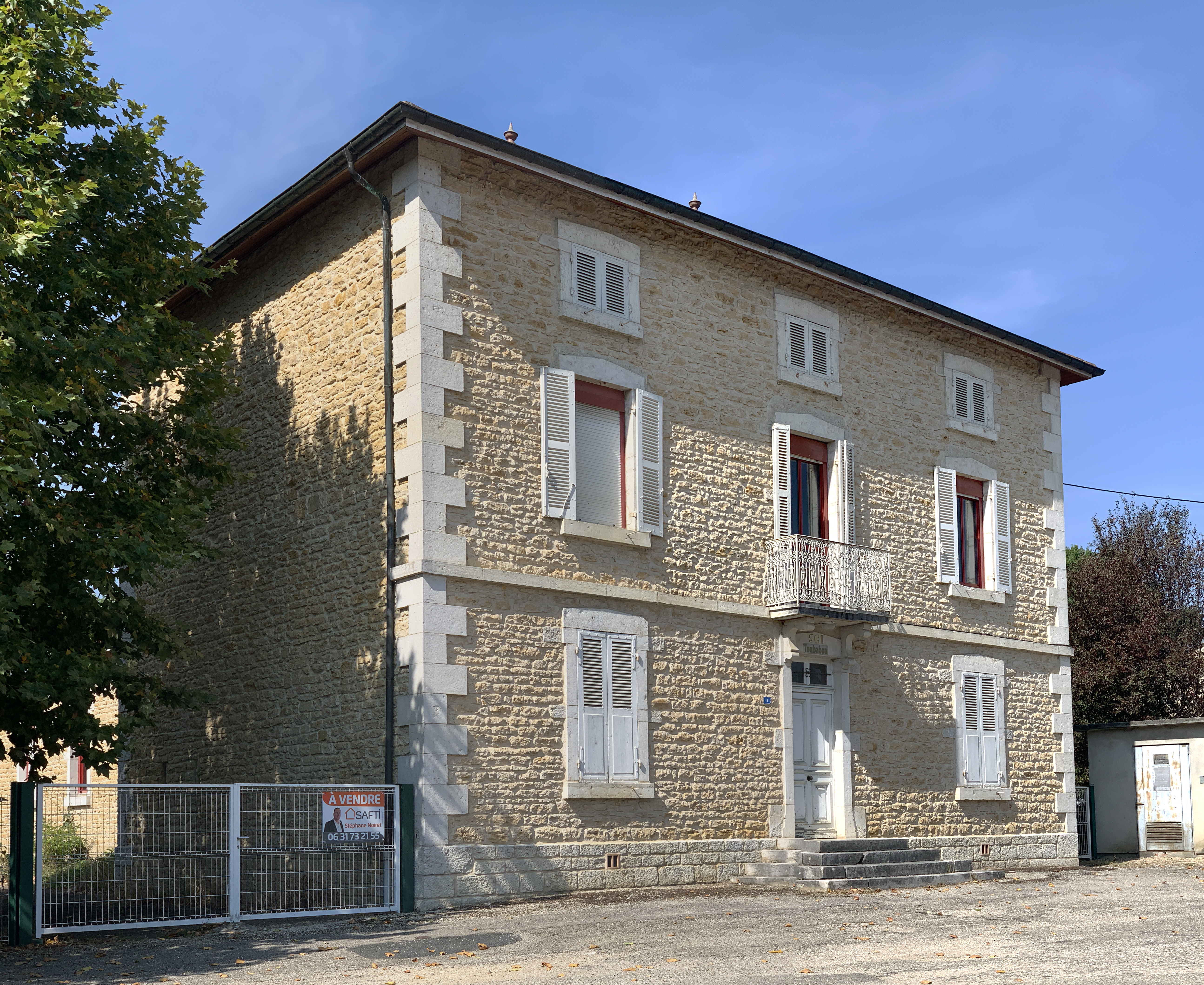
Ehemaliges Rathaus
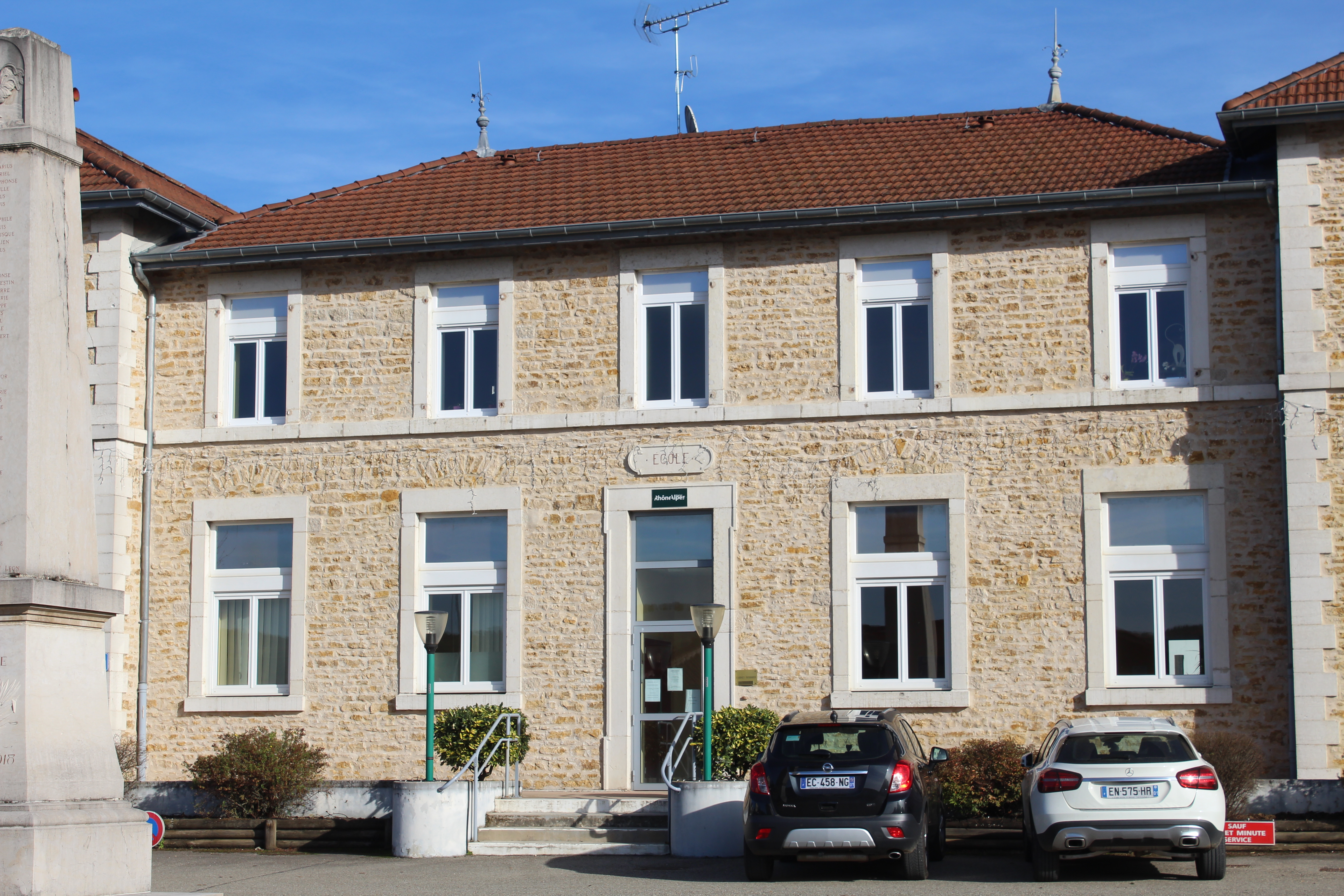
Ehemalige Schule
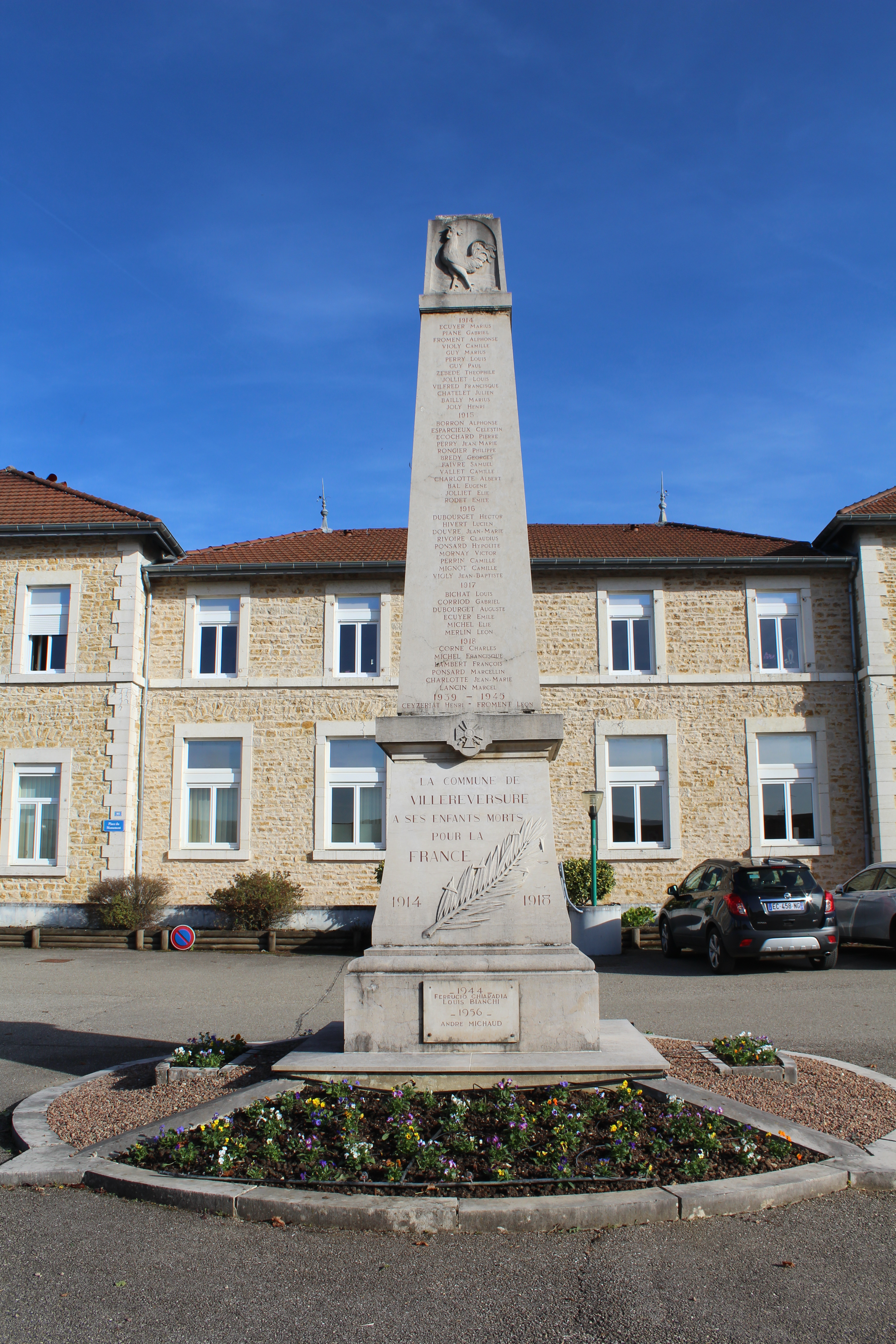
Gefallenendenkmal